# Den 3 maj 1808 i Madrid: arkebuseringen
Den 3 maj 1808 i Madrid: arkebuseringen (spanska: El 3 de mayo en Madrid o "Los fusilamientos") är en oljemålning av den spanske konstnären Francisco de Goya från 1814. Den är utställd på Pradomuseet i Madrid.
År 1808 invaderade franska trupper under Napoleon I Spanien och avsatte landets kung Ferdinand VII. Det spanska motståndet växte dock och i samband med så kallade Dos de Mayo-revolten i Madrid inleddes spanska självständighetskriget mot den franska överhögheten. Goya skildrar revolten i målningen Den 2 maj 1808 i Madrid: striden med mamlukerna (spanska: El 2 de mayo de 1808 en Madrid, or La lucha con los mamelucos or La carga de los mamelucos). Fransmännen slog ner revolten och dagen därpå avrättades spanska upprorsmän på flera ställen i staden. Bland annat arkebuserade fransmännen en grupp med 43 rebeller på berget Príncipe Pío vilket Goya skildrar i Den 3 maj 1808 i Madrid: arkebuseringen. De brutaliteter Goya bevittnade väckte så småningom en häftig reaktion hos honom och för att hedra minnet av dessa män samt till åminnelse av de ”heroiska händelser och scener under vårt ärorika uppror mot Europas tyrann” målade Goya 1814 dessa två målningar.
Målningarna var beställningar från den spanska regeringen genom den liberale kardinalen Luis María de Borbón y Vallabriga, som var regeringens företrädare fram till Ferdinand VII:s återkomst. Det var Goya själv som hade föreslagit beställningarna för kardinalen och regeringen. Troligen föreslog Goya dessa målningar för att förbättra sin relation till Ferdinand VII, som var på väg tillbaka till den spanska tronen, och därmed försäkra sig om en stadig inkomst.
Med stark realism skildrar Goya det tragiska slutet på den spanska resningen mot fransmännen. Genom komposition och ljusföring sätts den anonyme motståndskämpen i centrum och därmed illustreras det spanska folkets kamp mot de franska förtryckarna som återges med ryggen vända mot betraktaren. Målningen har influerat många konstnärer i gestaltningar av liknande händelser, exempelvis Édouard Manets Arkebuseringen av kejsar Maximilian (1867) och Pablo Picassos Massakern i Korea (1951).
Målningen fick skador i samband med att den 1937 under spanska inbördeskriget fördes från Madrid till Valencia.

## Relaterade målningar

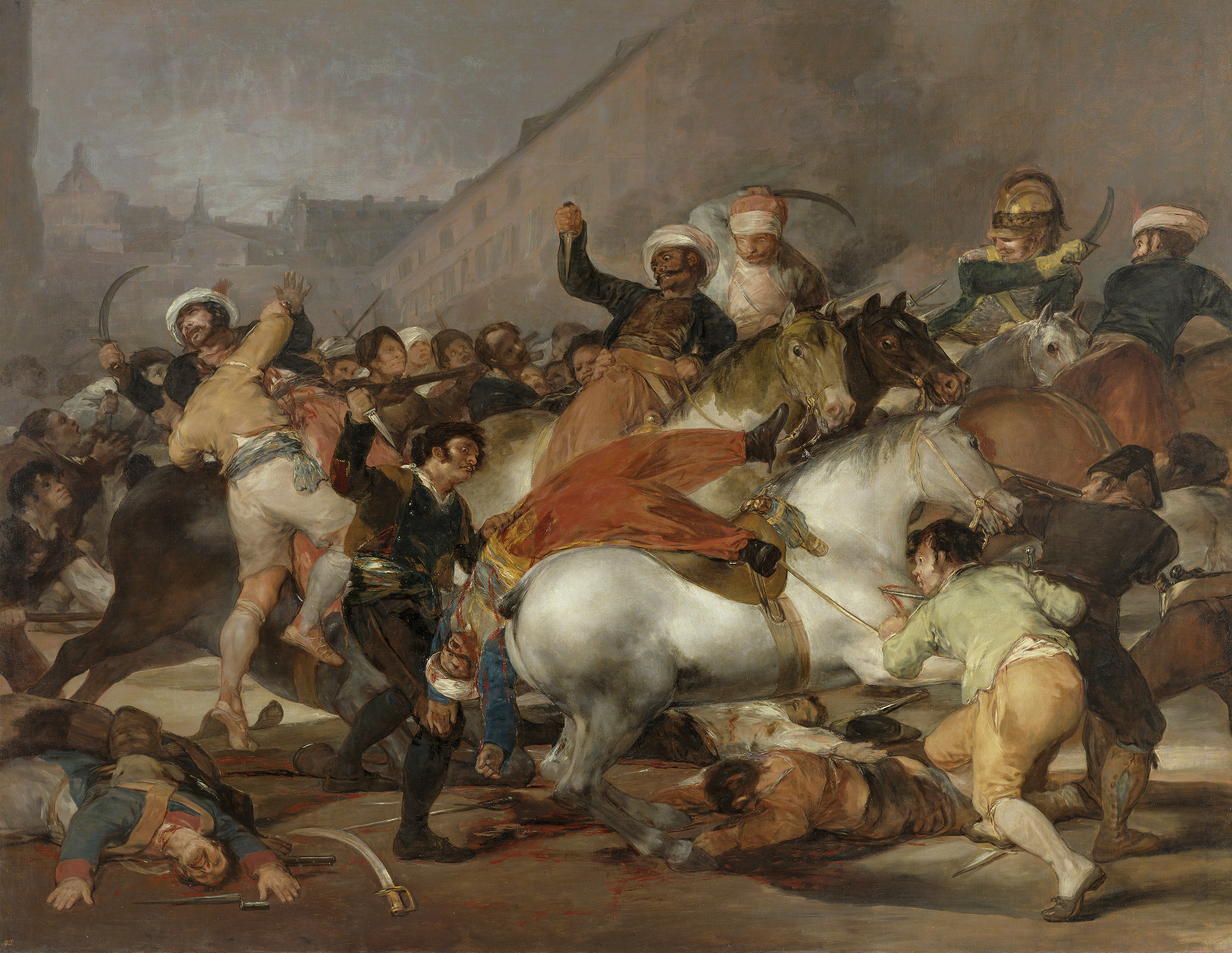
Goyas Den 2 maj 1808 i Madrid: striden med mamlukerna (266 × 345 cm) från 1814, också utställd på Pradomuseet.
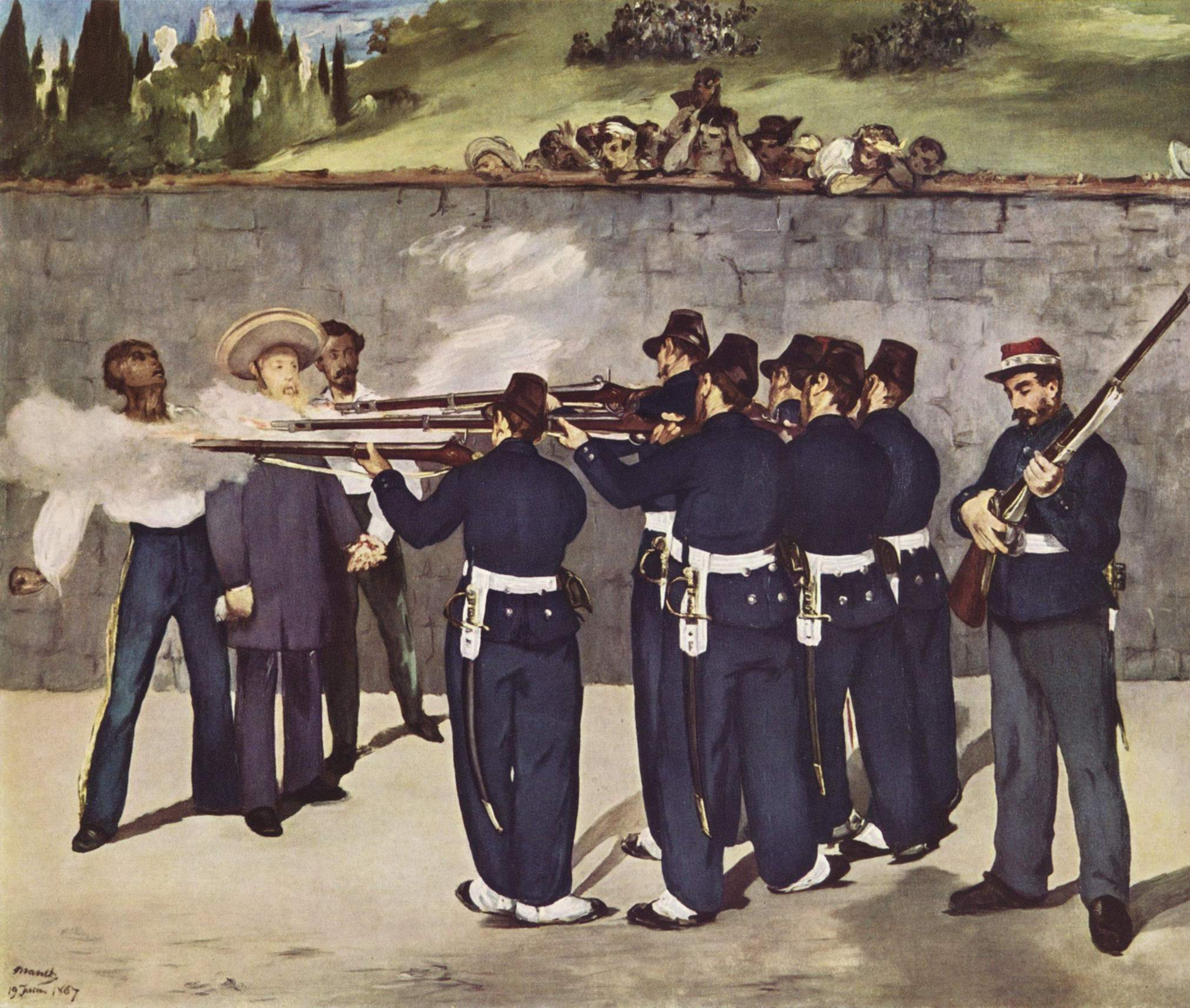
Manets Arkebuseringen av kejsar Maximilian, version från 1868 som är utställd på Kunsthalle Mannheim.